# Roca Corbatera
La Roca Corbatera és una muntanya de 1.163 metres que es troba al municipi de la Morera de Montsant, a la comarca catalana del Priorat. Al cim hi ha un vèrtex geodèsic (referència 258131001 de l'ICC). Forma part de la serra del Montsant.
Aquest cim està inclòs al Repte dels 100 cims de la Federació d'Entitats Excursionistes de Catalunya.